# 梅森維爾鎮區 (密歇根州)
梅森維爾鎮區（英語：Masonville Township）是位於美國密歇根州德爾塔縣的一個行政鎮區。

## 地方資料
梅森維爾鎮區的面積為441.40平方千米，當中陸地面積為434.30平方千米，而水域面積為7.10平方千米。根據2020年美國人口普查的數據，當地共有人口1645人，而人口密度為每平方千米3.73人。